# Jamai Raja – Eine Chance für die Liebe
Jamai Raja – Eine Chance für die Liebe (Originaltitel: Jamai Raja) ist eine indische Fernsehserie, die vom 4. August 2014 bis zum 3. März 2017 auf Zee TV lief. Ihre Deutschlandpremiere hatte sie am 25. September 2017.

## Handlung
Staffel 1 und 2
Die Serie Handelt zunächst, von dem Lebenslustigen  Siddharth und  der idealistischen Roshni sowie Roshni‘s Mutter der Schmuckdesignerin Durga. Roshni und Sid verlieben sich und durchleben im   Lauf der Handlung, mehrere Intrigen und Hindernisse. Auch Durga schafft es, ihren neuen   Schwiegersohn zu akzeptieren. Allerdings stirbt Durga  später und Roshni verlässt Sid. Einige Jahre später, kommen die beiden wieder zusammen und Roshni wird Schwanger mit einem Sohn. Tragischerweise erleiden Roshni und Sid einen Autounfall und Sterben vereint. 
Staffel 3
In der Dritten Staffel, konzentriert sich die Handlung nach einem 21-jährigen Zeitsprung auf Sid  und Roshni‘s erwachsenen Sohn Karan (ebenfalls von Ravi Dubey gespielt) und seiner Liebe zu Mahi. Auch sie durchleben mehrere Hindernisse bis zu ihrem Happy End.

## Darsteller
| Rolle                               | Anmerkung                          | Schauspieler  | Synchronsprecher   |
| ----------------------------------- | ---------------------------------- | ------------- | ------------------ |
| Siddharth Khurana †                 | Hauptprotagonist Staffel 1 und 2   | Ravi Dubey    | Jan Langer         |
| Roshni Patel Khurana †              | Hauptprotagonistin Staffel 1 und 2 | Nia Sharma    | -                  |
| Durga Devi Patel †                  | Co-Protagonistin Staffel 1         | Achint Kaur   | -                  |
| Mahi Karanvir Khurrana              | Hauptprotagonistin Staffel 3       | Shiny Doshi   | -                  |
| Karanvir Khurana/Karan/Satya Sawant | Hauptprotagonist Staffel 3         | Ravi Dubey    | -                  |
| Shabnam Patel                       |                                    | Shagun Ajmani | Angelika Osusko    |
| Bunty                               |                                    | Verma Sumit   | Sam Bauer          |
| Krankenschwester                    |                                    | unbekannt     | Julia Bautz        |
| Freundin #2                         |                                    | unbekannt     | Constanze Buttmann |
| Laia                                |                                    | unbekannt     | Constanze Buttmann |

## Anmerkung
● In Deutschland, wurden bis Jetzt nur die ersten    400 Folgen ausgestrahlt.
● Die Serie hatte Überschneidungen und Crossover mit der Serie Tashan-e-Ishq – Junge Herzen die ebenfalls in Deutschland auf Zee.One ausgestrahlt wurde.

## Belege
1. ↑  Jamai Raja. Abgerufen am 24. Februar 2023.
2. ↑  Jamai Raja (Fernsehserie 2014–2018) - IMDb. Abgerufen am 24. Februar 2023 (deutsch).
3. ↑  Verma Sumit. In: Deutsche Synchronkartei. Abgerufen am 14. Mai 2019.
4. ↑  imfernsehen GmbH & Co KG: Jamai Raja: Episodenguide. Abgerufen am 26. Februar 2023.
5. ↑  TEI-Jamai Raja: Sid helps Roshini in reveling Yuvi's truth. Abgerufen am 26. Februar 2023.
6. ↑  imfernsehen GmbH & Co KG: Tashan-e-Ishq – Junge Herzen. Abgerufen am 26. Februar 2023.